# Kokawa-dera engi emaki
Le Kokawa-dera engi emaki (粉河寺縁起絵巻), littéralement Rouleaux illustrés des légendes du Kokawa-dera ou Rouleaux illustrés de la fondation du Kokawa-dera, est un emaki japonais datant approximativement de la fin de l’époque de Heian (XIIe siècle). Composé d’un rouleau de papier, il illustre la fondation et les miracles associés au temple bouddhique Kokawa-dera de l’ancienne province de Kii (actuellement dans la préfecture de Wakayama). Les longues peintures présentent un style simple et dépouillé, typique du yamato-e (peinture de style japonais) de l’époque, tandis que les textes calligraphiés sont composés de kanji et de kana. L’œuvre est classée trésor national du Japon.

## Description

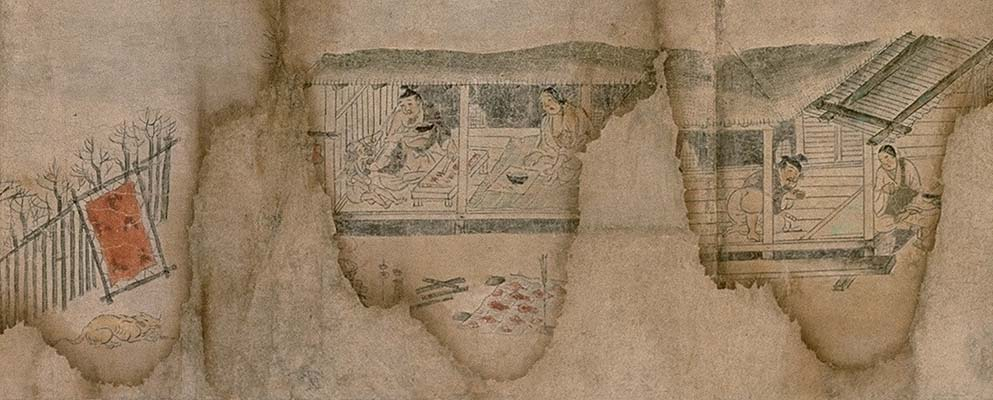
Scène de vie chez le chasseur.

Apparue au Japon depuis environ le VIe siècle grâce aux échanges avec l’Empire chinois, la pratique de l’emaki se diffuse largement auprès de l’aristocratie à l’époque de Heian : il s’agit de longs rouleaux de papier narrant au lecteur une histoire au moyen de textes et de peintures. Ces peintures narratives constituent également un terrain fertile pour le prosélytisme bouddhique, notamment les emaki faisant le récit de la fondation des temples ou de la vie des moines célèbres. Le Kokawa-dera engi emaki s’inscrit donc dans ce contexte-là, pendant l’âge d’or de l’emaki (XIIe et XIIIe siècles).
Le Kokawa-dera engi emaki raconte l’origine miraculeuse du temple Kokawa-dera, fondé en 770 selon la légende, et de sa figure principale, une statue de Kannon aux mille bras (Senju Kannon). Les origines et la fondation des temples bouddhiques (engi en japonais) étaient un sujet classique des emaki, souvent dans un but prosélyte afin de s’adresser au plus grand nombre. L’emaki se compose d’un rouleau de papier, organisé en quatre courtes sections calligraphiées et cinq longues zones de peinture, mais le début (précisément la première section calligraphiée et un morceau de la première peinture) a brûlé dans un incendie et les parties restantes sont partiellement endommagées aux bordures. L’auteur et la date de création sont inconnus, mais le rouleau est communément daté de la fin du XIIe siècle (fin de l’époque de Heian ou début de celle de Kamakura). Les spécialistes sont divisés sur l’existence possible d’une version plus ancienne ou d’un prototype.

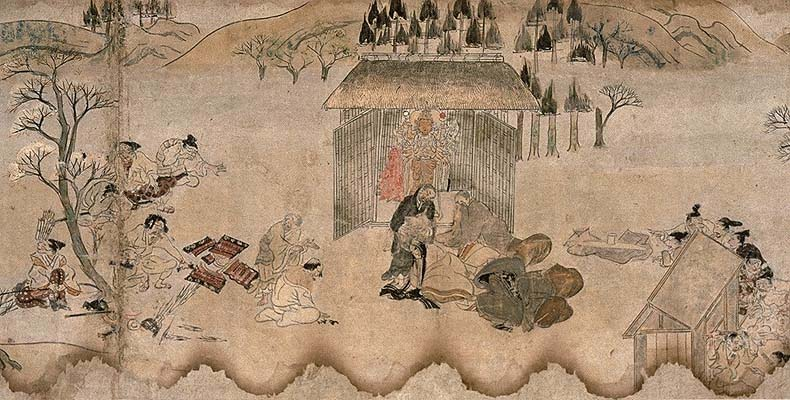
Le temple et la statue de Kannon aux mille bras.

L’œuvre se base sur les deux parties du texte du Kokawa-dera engi (Les Légendes du Kokawa-dera). La première partie rapporte l’histoire d’un chasseur de la province de Kii nommé Ōtomo no Kujiko au VIIIe siècle. Kannon aux mille bras se révéla à lui plusieurs nuits de suite par une étrange lumière, si bien que Ōtomo no Kujiko décida de lui construire un temple à cet endroit. Un jeune ascète lui promit de sculpter une statue en sept jours pour son sanctuaire ; il s’agit de la statue de Kannon du temple Kokawa-dera. La seconde partie de la légende relate un miracle associé à cette statue. Dans la légende, un jeune moine guérit un jour la fille malade d’un riche homme par des prières. Refusant l’argent proposé en remerciement, il n’accepta pour toute récompense qu’un couteau et un hakama rouge, disant qu’il repartait chez lui à Kokawa dans la province de Kii. Le riche homme et sa famille s’y rendirent en pèlerinage l’année suivante. Remontant le cours de la rivière Kokawa, ils découvrirent le sanctuaire et l’image de Kannon aux mille bras, parée du poignard et du hakama rouge. Ils conclurent alors au miracle en comprenant que le jeune moine n’était autre que la manifestation de Kannon, et décidèrent de vouer leur vie à suivre la voie du bouddhisme,,.
L’emaki est classé parmi les trésors nationaux du Japon et appartient toujours au temple Kokawa-dera.

## Style et composition des peintures

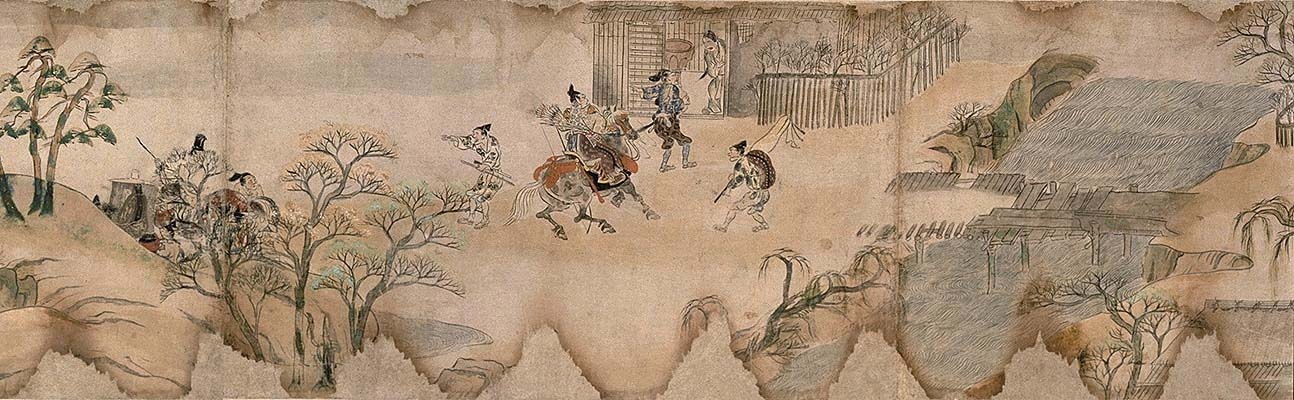
Scène rurale et paysage.

Le rouleau mesure 30,8 cm de hauteur pour 1 984,2 cm de long. Les emaki s’inscrivent dans le style du yamato-e, c’est-à-dire la peinture de goût japonais qui se développe durant l’époque de Heian en s’écartant des canons chinois. Ici, le Kokawa-dera engi emaki appartient au sous-genre de l’otoko-e, qui se caractérise par des peintures dynamiques à la couleur légère et au rythme narratif continu, en opposition aux peintures de la cour (onna-e) plus décoratives et émotionnelles,. Il existe peu d’autres exemples de peinture otoko-e datant du XIIe siècle, tels le Shigisan engi emaki, le Ban dainagon ekotoba ou le Kibi Daijin nittō emaki. Il est fort probable que ces œuvres de la fin du XIIe soient relativement contemporaines ; Glum avance l’hypothèse, à partir de l’analyse des styles de chaque rouleau, que le Kokawa-dera engi serait ultérieur au Kibi daijin et antérieur au Shigisan engi et au Ban dainagon.
Les peintures observent une composition régulière en trois plans : un avant-plan naturel (roches, arbres) servant à créer la profondeur à la scène ; les figures et éléments de paysage (bâtiments, routes, champs...) de l’histoire occupant tout le centre ; enfin un paysage lointain et stylisé en haut du rouleau. Cette composition s’inspire des canons de l’art de la Chine des Tang avec des variations typiquement japonaises. La perspective non réaliste repose classiquement sur des lignes parallèles et le point de vue est toujours identique, de face légèrement en hauteur,. Les lignes et contours à l’encre sont en revanche plus fins et moins libres que dans les autres œuvres otoko-e. Ici, le trait se caractérise par sa simplicité ; les éléments de paysage sont stylisés et employés principalement pour marquer les transitions entre scènes. La narration est quant à elle basée sur la répétition de scènes, au fond presque inchangé comme la représentation du temple ou de la hutte du chasseur, afin d’illustrer une succession d’événements consécutifs,.
Les figures présentent ici quelques particularités, car elles sont plus réalistes et neutres que les autres emaki de l’époque, comme les peintures de la cour très stylisées ou le Shigisan engi emaki et le Ban dainagon akotoba un peu plus expressifs et caricaturaux.

## Historiographie

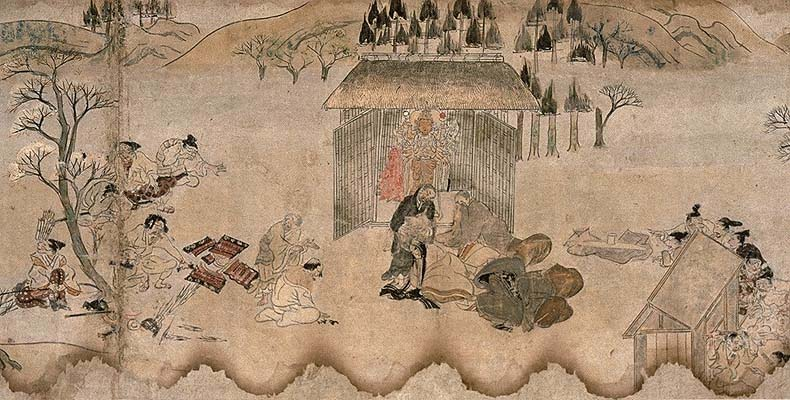
Vénération de la statue de Kannon.

Miroir de la société, les emaki constituent une source importante d’information sur la civilisation et l’histoire médiévale du Japon. Ici, l’œuvre illustre avec précision la vie quotidienne des Japonais au tout début de l’époque de Kamakura, peignant petites gens et guerriers locaux. Tout comme le Shigisan engi emaki, le Kokawa-dera engi emaki ne montre pas la vie à la cour, mais la vie hors du palais, autre trait caractéristique des œuvres de genre otoko-e. Une étude de l’Université de Kanagawa présente en détail des éléments de vie quotidienne illustrés par les cinq peintures du rouleau, à propos des résidences, des vêtements, des activités et travaux, des voyages, des aliments, des aménagements comme les ponts, ou encore du temple.